# Tricorynus zeae
Tricorynus zeae is een keversoort uit de familie klopkevers (Anobiidae). De wetenschappelijke naam van de soort werd in 1849 gepubliceerd door George Robert Waterhouse.